# Rafijolepis
Rafijolepis (lat. Rhaphiolepis), rod vazdazelenih grmova iz porodice ružovki (Rosaceae). Sastoji se od četrdesetak vrsta rasprostranjenih od Himalaja do umjerene istočne Azije i zapadne i središnje Malezije. Bio je uključivan u podtribus Pyrinae.
Tipična vrsta je Rhaphiolepis indica (L.) Lindl. ex Ker Gawl. Rod je opisan u Botanical Register; consisting of coloured . . . 6: 468. 1820.

## Vrste
1. Rhaphiolepis angustissima (Hook. fil.) B.B.Liu & J.Wen
2. Rhaphiolepis balgooyi (K. M. Wong & Ent) B.B. Liu & J.Wen
3. Rhaphiolepis bengalensis (Roxb.) B.B.Liu & J.Wen
4. Rhaphiolepis bibas (Lour.) Galasso & Banfi
5. Rhaphiolepis capitata (Aver.) comb. ined.
6. Rhaphiolepis cavaleriei (H. Lév.) B.B.Liu & J.Wen
7. Rhaphiolepis condaoensis (X.F.Gao, Idrees & T.V.Do) B.B.Liu & J.Wen
8. Rhaphiolepis crassifolia (Q. Fan, S.F.Chen & K.K.Meng) comb. ined.
9. Rhaphiolepis deflexa (Hemsl.) B.B.Liu & J.Wen
10. Rhaphiolepis dubia (Lindl.) B.B.Liu & J.Wen
11. Rhaphiolepis elliptica (Lindl.) B.B.Liu & J.Wen
12. Rhaphiolepis ferruginea Metcalf
13. Rhaphiolepis fulvicoma (Chun ex W.B.Liao, F.F.Li & D.F.Cui) B.B.Liu & J.Wen
14. Rhaphiolepis glabrescens (J.E.Vidal) B.B.Liu & J.Wen
15. Rhaphiolepis henryi (Nakai) B.B.Liu & J.Wen
16. Rhaphiolepis hongiaoensis (Yahara & Tagane) comb. ined.
17. Rhaphiolepis hookeriana (Decne.) B.B. Liu & J.Wen
18. Rhaphiolepis indica (L.) Lindl.
19. Rhaphiolepis integerrima Hook. & Arn.
20. Rhaphiolepis integrifolia (Aver.) comb. ined.
21. Rhaphiolepis jiulongjiangensis P.C.Huang & K.M.Li
22. Rhaphiolepis lanceolata Hu
23. Rhaphiolepis laoshanica (W.B.Liao, Q.Fan & S.F.Chen) B.B.Liu & J.Wen
24. Rhaphiolepis latifolia (Hook. fil.) B.B. Liu & J.Wen
25. Rhaphiolepis longifolia (Decne.) B.B.Liu & J.Wen
26. Rhaphiolepis macrocarpa (Kurz) B.B.Liu & J.Wen
27. Rhaphiolepis major Cardot
28. Rhaphiolepis malipoensis (K.C.Kuan) B.B.Liu & J.Wen
29. Rhaphiolepis merguiensis (J.E.Vidal) B.B.Liu & J.Wen
30. Rhaphiolepis oblongifolia (Merr. & Rolfe) B.B.Liu & J.Wen
31. Rhaphiolepis obovata (W.W.Sm.) B.B.Liu & J.Wen
32. Rhaphiolepis petiolata (Hook. fil.) B.B.Liu & J.Wen
33. Rhaphiolepis philippinensis (S.Vidal) Kalkman
34. Rhaphiolepis platyphylla (Merr.) B.B.Liu & J.Wen
35. Rhaphiolepis poilanei (J.E.Vidal) B.B.Liu & J.Wen
36. Rhaphiolepis prinoides (Rehder & E.H.Wilson) B.B.Liu & J.Wen
37. Rhaphiolepis salicifolia Lindl.
38. Rhaphiolepis salwinensis (Hand.-Mazz.) B.B.Liu & J.Wen
39. Rhaphiolepis seguinii (H.Lév.) B.B.Liu & J.Wen
40. Rhaphiolepis serrata (J.E.Vidal) B.B.Liu & J.Wen
41. Rhaphiolepis shanensis (D.H.Kang, H.G.Ong & Y.D.Kim) comb. ined.
42. Rhaphiolepis stipularis (Craib) B.B.Liu & J.Wen
43. Rhaphiolepis tengyuehensis (W.W.Sm.) B.B.Liu & J.Wen
44. Rhaphiolepis umbellata (Thunb.) Makino
45. Rhaphiolepis wardii (C.E.C.Fisch.) B.B.Liu & J.Wen
46. Rhaphiolepis williamtelliana (Champ. ex Benth.) B.B.Liu & J.Wen
47. Rhaphiolepis wuzhishanensis W.B.Liao, R.H.Miao & Q.Fan
48. Rhaphiolepis ×daduheensis (H.Z.Zhang ex W.B.Liao, Q.Fan & M.Y.Ding) B.B.Liu & J.Wen

## Sinonimi
- Opa Lour.; (nom. rej.)
- Eriobotrya Lindl.; Trans. Linn. Soc. 13: 102 (1821)